# Division Nationale (1952/1953)
Sezon 1952/53 Division 1.

## Tabela końcowa
|    | Klub                   | Pkt | M  | Z  | R  | P  | G+ | G- | +/- |  | Komentarz                  |
| -- | ---------------------- | --- | -- | -- | -- | -- | -- | -- | --- |  | -------------------------- |
| 1  | Stade de Reims         | 48  | 34 | 22 | 4  | 8  | 86 | 36 | +50 |  | Mistrz Francji             |
| 2  | FC Sochaux-Montbéliard | 44  | 34 | 18 | 8  | 8  | 72 | 58 | +14 |  |                            |
| 3  | Girondins Bordeaux     | 43  | 34 | 19 | 5  | 10 | 79 | 56 | +23 |  |                            |
| 4  | Lille OSC              | 40  | 34 | 15 | 10 | 9  | 61 | 43 | +18 |  | (zdobywca Coupe de France) |
| 5  | Nîmes Olympique        | 40  | 34 | 17 | 6  | 11 | 62 | 47 | +15 |  |                            |
| 6  | Olympique Marsylia     | 37  | 34 | 15 | 7  | 12 | 62 | 53 | +9  |  |                            |
| 7  | RC Lens                | 34  | 34 | 13 | 8  | 13 | 50 | 48 | +2  |  |                            |
| 8  | FC Nancy               | 34  | 34 | 16 | 2  | 16 | 48 | 58 | -10 |  |                            |
| 9  | Stade Français         | 33  | 34 | 12 | 9  | 13 | 54 | 51 | +3  |  |                            |
| 10 | FC Sète                | 33  | 34 | 13 | 7  | 14 | 42 | 49 | -7  |  |                            |
| 11 | AS Saint-Étienne       | 30  | 34 | 11 | 8  | 15 | 44 | 59 | -15 |  |                            |
| 12 | FC Metz                | 29  | 34 | 11 | 7  | 16 | 44 | 48 | -4  |  |                            |
| 13 | OGC Nice               | 29  | 34 | 12 | 5  | 17 | 49 | 57 | -8  |  |                            |
| 14 | Le Havre AC            | 29  | 34 | 11 | 7  | 16 | 47 | 63 | -16 |  |                            |
| 15 | CO Roubaix-Tourcoing   | 28  | 34 | 9  | 10 | 15 | 42 | 49 | -7  |  |                            |
| 16 | Stade Rennais          | 28  | 34 | 10 | 8  | 16 | 37 | 56 | -19 |  | Spadek do Division 2       |
| 17 | RC Paris               | 28  | 34 | 11 | 6  | 17 | 40 | 64 | -24 |  | Spadek do Division 2       |
| 18 | SO Montpellier         | 25  | 34 | 8  | 9  | 17 | 43 | 67 | -24 |  | Spadek do Division 2       |

## Awans do Division 1
- Toulouse FC
- AS Monaco
- RC Strasbourg

## Najlepsi strzelcy
| Miejsce | Piłkarz                | Narodowość       | Klub                   | Gole |
| ------- | ---------------------- | ---------------- | ---------------------- | ---- |
| 1       | Gunnar Andersson       | Szwecja          | Olympique Marsylia     | 35   |
| 2       | Bram Appel             | Holandia         | Stade de Reims         | 30   |
| 3       | Abdesselem Ben Mohamed | Francja          | Girondins Bordeaux     | 22   |
| 4       | Jean Saunier           | ?                | Le Havre AC            | 19   |
| 5       | Édouard Kargu          | Francja · Polska | Girondins Bordeaux     | 18   |
| 6       | Georges Dupraz         | ?                | SO Montpellier         | 17   |
| -       | René Gardien           | Francja          | FC Sochaux-Montbéliard | 17   |
| -       | Alberto Muro           | Argentyna        | FC Sochaux-Montbéliard | 17   |
| 9       | Rachid Belaïd          | Francja          | FC Nancy               | 16   |
| 10      | Egon Jonsson           | Szwecja          | Stade Français         | 14   |
| -       | Henri Fontaine         | Francja          | FC Sète                | 14   |
| 12      | Bernard Lefèbvre       | ?                | Lille OSC              | 13   |
| -       | Joseph Ujlaki          | Francja · Węgry  | Nîmes Olympique        | 13   |
| -       | Léon Nino              | ?                | CO Roubaix-Tourcoing   | 13   |
| -       | Raymond Kopa           | Francja · Polska | Stade de Reims         | 13   |